# Christopher Pappas (Afrique du Sud)
Pour les articles homonymes, voir Chris Pappas et Pappas.
Christopher John Pappas est un homme politique sud-africain né le 26 août 1991, membre de  l'Alliance démocratique. Il est le maire de la municipalité d'uMngeni et est le chef provincial adjoint de l'Alliance démocratique au KwaZulu-Natal depuis 2021. Pappas a été membre du conseil municipal d'eThekwini de 2016 à 2019 et membre de l'assemblée provinciale du KwaZulu-Natal de 2019 à 2021.
Pappas est le premier maire sud-africain ouvertement gay. Il parle couramment Zoulou en plus de l'anglais, une exception en Afrique du Sud où les blancs ne parlent presque tous qu'anglais ou afrikaans.

## Carrière
Avant de se lancer en politique, Pappas a travaillé comme économiste du développement pour Urban-Econ. Il rejoint l'Alliance démocratique (DA) et est directeur de campagne du parti au KwaZulu-Natal pour les élections générales de 2014.
Il est élu conseiller de quartier pour le quartier 31 de la municipalité d'eThekwini en 2016. En août 2018, il a été critiqué pour avoir qualifié la ville de « sale et dangereuse ».
Pappas est élu à l'Assemblée provinciale du KwaZulu-Natal lors des élections générales sud-africaines de 2019. Il est ensuite nommé porte-parole de la DA pour l'agriculture.
En janvier 2021, Pappas est nommé porte-parole du parti pour la gouvernance coopérative et les affaires traditionnelles, succédant ainsi à Mbali Ntuli. Le 27 mars 2021, il est élu chef provincial adjoint de l'Alliance démocratique du KwaZulu-Natal.
En janvier 2023, il annonce sa démission du poste de vice-président de la DA au KwaZulu-Natal prévue pour avril.
Il est choisi comme candidat à la présidence de la province du KwaZulu-Natal lors des élections générales sud-africaines de 2024.

## Maire d'uMngeni
En septembre 2021, en vue des élections de novembre 2021, la DA nomme Pappas pour être la tête de liste du parti à la municipalité d'uMngeni et le candidat au poste de maire,.
La DA remporte les élections (47%) permettant à Pappas d'être élu maire le 22 novembre 2021. Il devient ainsi le premier maire DA du KwaZulu-Natal et le premier homme ouvertement homosexuel à être élu maire en Afrique du Sud et dans toute l'Afrique.
Alors que le vote se fait beaucoup sur des bases raciales en Afrique du Sud, Pappas a mené campagne et réussi à remporter l'élection pour la DA en promettant des solutions concrètes face aux échecs de l'ANC. Savoir parler le zoulou s'est également révélé déterminant.